# Luigi Motta
Luigi Motta (11. července 1881, Bussolengo, Verona – 18. prosince 1955, Milán) byl populární italský spisovatel dobrodružných románů, známý mimo jiné také jako pokračovatel příběhů Emila Salgariho o Sandokanovi, který vede boj proti utlačovatelům malajských domorodců.

## Dílo

### Nejznámější romány

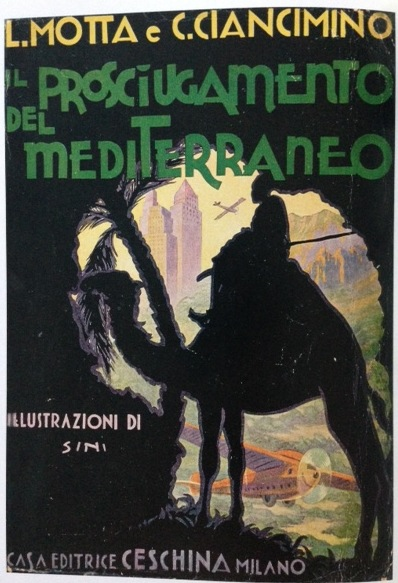
Román Il prosciugamento del Mediterraneo z roku 1931

- I misteri del Mare Indiano (1903, Tajemství Indického moře),
- I devastatori della Polinesia (1905, Plenitelé Polynesie),
- Il vortice del sud (1906, Jižní vitr),
- L'onda turbinosa (1908, Bouřlivý proud),
- Il dominatore della Malesia (1909, Vládce Malajska),
- La principessa delle rose (1911, Královna východu),
- l tunnel sottomarino (1911, Podmořský tunel),
- Fiamme sul Bosforo (1913, Bospor v plamenech),
- I tesori del Maëlstrom (1918, Poklad Maelströmu),
- L'albatros fuggente (1923, Prchající Albatros),
- Il faro dell'Isola dei Gabbiani (1924, Maják na ostrově Racků),
- I cacciatori del Far West (1925, Lovci z dálného západu), pokračování Salgariho trilogie Rudoši.
- Il prosciugamento del Mediterraneo (1931, Vysychání Středomoří), spoluautor Calogero Ciancimino.
- La nave senza nome (1931, Loď beze jména), spoluautor Calogero Ciancimino.
- Il nemico di Buffalo Bill (1934, Nepřítel Buffalo Billa), spoluautor Calogero Ciancimino.

### Pokračování příběhůEmila SalgarihooSandokanovi
- La tigre della Malesia (1927, Malajský tygr),
- La gloria di Yanez (1927, Yanezova sláva),
- Lo scettro di Sandokan (1927, Vládce Sandokan),
- Addio Mompracem! (1929),
- Sandokan rajah della jungla nera (1951, Sandokan, rádža z černé džungle).

## Česká vydání
- Bouřlivý proud Josef R. Vilímek, Praha 1913, přeložil J. Bačkovský-Rowalski, znovu 1930 a 1934.
- Bospor v plamenech, Josef R. Vilímek, Praha 1927, přeložil Jan Chládek, znovu 1933.
- Vládce Malajska, Josef R. Vilímek, Praha 1927, přeložil Václav Hanus, znovu 1933.
- Maják na ostrově Racků, Josef R. Vilímek, Praha 1928, přeložil Zdeněk Hobzík, znovu 1934 a Návrat, Brno 2000.
- Podmořský tunel, Josef R. Vilímek, Praha 1928, přeložil Václav Hanus, znovu 1933.
- Poklad Maelströmu, Josef R. Vilímek, Praha 1928, přeložil Václav Hanus, znovu 1933.
- Jižní vitr, Josef R. Vilímek, Praha 1929, přeložil Václav Hanus, znovu 1934.
- Královna východu, Josef R. Vilímek, Praha 1929, přeložil Jan Chládek, znovu 1933.
- Plenitelé Polynésie, Josef R. Vilímek, Praha 1929, přeložil Zdeněk Hobzík,
- Tajemství Indického moře, Josef R. Vilímek, Praha 1929, přeložil V .Č. Osovský,
- Prchající Albatros, Josef R. Vilímek, Praha 1930, přeložil Václav Hanus, znovu 1934 a Návrat, Brno 2000.
- Malajský tygr, Josef R. Vilímek, Praha 1933, přeložil Karel Ignác, jako spoluautor uveden Emilio Salgari.
- Záhada podzemního města, Magnet-Press, Praha 1991, adaptace Tomáš Glen, jde o román Malajský tygr, jako spoluautor uveden Emilio Salgari.